# Robin Mattson
Robin Mattson (Los Angeles, 1º giugno 1956) è un'attrice e conduttrice televisiva statunitense.

## Biografia
Robin Mattson è conosciuta dal pubblico soprattutto per due personaggi interpretati in altrettante soap opera:
- "Gina Blake DeMott Capwell Capwell Timmons Lockridge" in Santa Barbara, ruolo che ha ricoperto nel periodo 1985-1993;
- "Heather Webber" in General Hospital dal 1980 al 1983, e da giugno a dicembre 2004.

Nel 2003 è apparsa in un'altra soap, Beautiful, nel ruolo di "Sugar" (assistente di Sheila).
Alta, bionda, con occhi azzurri, Robin Mattson si adatta molto bene a ruoli comici, a ritrarre personaggi con  personalità disturbate e persino in figure negative. Ha vinto vari premi e ha ottenuto numerose candidature nella categoria Soap opera. Non è mai stata sostituita da altre attrici, per i personaggi che ha interpretato nel corso degli anni.
Nel 1996 ha condotto per la Tv americana uno show culinario intitolato: "The Main Ingredient", dalla cui esperienza ha scritto un libro: Soap Opera Cafe: the Skinny on Food From a Daytime Star, che ha dedicato alla persona che le ha trasmesso l'amore per la cucina, il padre Paul Mattson.
L'attrice è sposata dal 2006 con l'ex calciatore Werner Roth.

## Filmografia
- Flipper - serie TV (1967)
- Le sorelline - serie TV (1973)
- Il fantasma del palcoscenico (Phantom of the Paradise), regia di Brian De Palma (1974)
- Happy Days – serie TV, episodio 3x11 (1975)
- Sentieri (The Guiding Light) - soap opera (1976-1977)
- L'uomo da sei milioni di dollari (The Six Million Dollar Man) - serie TV (1978)
- L'incredibile Hulk (The Incredible Hulk) - serie TV, episodio 2x04 (1978)
- Barnaby Jones - serie TV (1978)
- Charlie's Angels - serie TV, episodio 4x14 (1980)
- Hazzard (The Dukes of Hazzard) - serie TV (1980)
- General Hospital - soap opera (1980-1983, 2004, 2012-2016)
- Fantasilandia (Fantasy Island) - serie TV (1984)
- I Ryan (Ryan's Hope) - serie TV (1984)
- Santa Barbara - soap opera (1985-1993)
- Due poliziotti a Palm Beach (Silk Stalkings) - serie TV (1993)
- La valle dei pini (All My Children) - soap opera (1994-2000)
- Law & Order - I due volti della giustizia (Law & Order) - serie TV (2002)
- Beautiful - soap opera (2003)
- Così gira il mondo (As the World Turns) - soap opera (2007)
- I giorni della nostra vita (Days of Our Lives) - soap opera (2010-2011)